# Petr Stanislav
Petr Stanislav (2. května 1915, Komárovice – ?) byl český voják a obchodník.

## Biografie
Petr Stanislav se narodil v roce 1915 v Komárovicích, jeho otec byl zedník. Roku 1929 nastoupil do učení k Baťovi do Zlína, ale už roku 1937 nastoupil na základní vojenskou službu, kde zůstal až do roku 1939. Následně se vrátil zpět do společnosti Baťa, kde se v sedmi měsících jazykově zdokonaloval a byl vyslán jako obchodní zástupce do Jugoslávie, na podzim téhož roku pak byl vyslán do Keni.
Po začátku světové války vstoupil do koloniální armády, ale po vzniku československé vojenské jednotky na Středním východě odešel tam. Roku 1943 pak přešel do Anglie a následně zasáhl do bojů v Dunkerku. Posléze se vojenská jednotka poručíka Stanislava přesunula do jihozápadních Čech, kde ukončil tažení. Po skončení druhé světové války se vrátil do Zlína a jako obchodní cestující byl vyslán na Madagaskar. Tam zůstal až do odchodu do důchodu, v důchodu pak žil ve Francii.
Obdržel Československý válečný kříž 1939.